# Voronej (rivière)
La Voronej (en russe : Воро́неж) est une rivière de Russie et un affluent de la rive gauche du Don. 

## Géographie
Elle arrose les oblasts de Tambov, de Lipetsk et de Voronej. 
La Voronej est longue de 342 km. La surface de son bassin est de 21 600 km2. La Voronej gèle dès les premiers jours de décembre, jusqu'à la fin mars.
La Voronej naît de la confluence de deux rameaux, la Lesnoi Voronej et la Polnoi Voronej, dans la partie occidenrale de l'oblast de Tambov, à moins de 10 km au sud de la ville de 
Mitchourinsk (96.093 hab. en 2002). 
Dans un premier temps, la rivière se dirige vers le nord-est, entrant ainsi rapidement dans 
la région orientale de l'oblast de Lipetsk. Là, elle reçoit en rive droite la 
Stanovaïa, puis elle vire en direction du sud. Elle passe par Dobroe et arrive alors à la retenue de Matirskoie, sur la rive droite de laquelle se trouve la ville de Lipetsk. En rive gauche (orientale) de la retenue, elle reçoit les eaux de la Matira (rivière de 180 km de long possédant un bassin de 5 180 km2). 
Continuant vers le sud, la Voronej pénêtre sur le territoire de l'oblast de Voronej dans sa partie septentrionale. Elle traverse la localité de Ramon et reçoit de gauche l'Ousman (151 km et un bassin de 2 840 km2). Elle traverse ensuite la grande ville de Voronej, ville la plus importante de son cours où l'on a construit un barrage et aménagé une retenue. 
Douze kilomètres en aval de Voronej, la rivière débouche en rive gauche dans le cours supérieur du Don, face à la confluence de la Nevica, petit affluent du Don en rive droite.
La Voronej est navigable dans la partie inférieure de son cours.

## Villes principales traversées
- Lipetsk (506 134 hab.)
- Voronej (848 752 hab.)

## Affluents
- La Stanovaïa (rive droite)
- La Matira (rive gauche)
- L'Ousman (rive gauche)

## Hydrométrie - Les débits à Lipetsk 2
Le débit de la rivière a été observé pendant 49 ans (entre 1932 et 1985) à Lipetsk (station de Lipetsk 2). 
À Lipetsk 2, le débit annuel moyen ou module observé sur cette période était de 51,9 m3/s pour une surface de drainage de 15 300 km2, soit plus ou moins 71 % de la totalité du bassin versant de la rivière qui en compte 21 600. La lame d'eau d'écoulement annuel dans le bassin se montait de ce fait à 107 millimètres, ce qui peut être considéré comme modéré, et qui résulte du niveau relativement faible des précipitations arrosant le bassin.
Le débit moyen mensuel observé en août (minimum d'étiage) est de 16,2 m3/s, soit quelque 5 % du débit moyen du mois d'avril (335 m3/s), ce qui montre l'amplitude très importante des variations saisonnières. Sur la durée d'observation de 49 ans, le débit mensuel minimal a été de 5,76 m3/s (en août 1972), tandis que le débit mensuel maximal s'élevait à 747 m3/s (avril 1932).

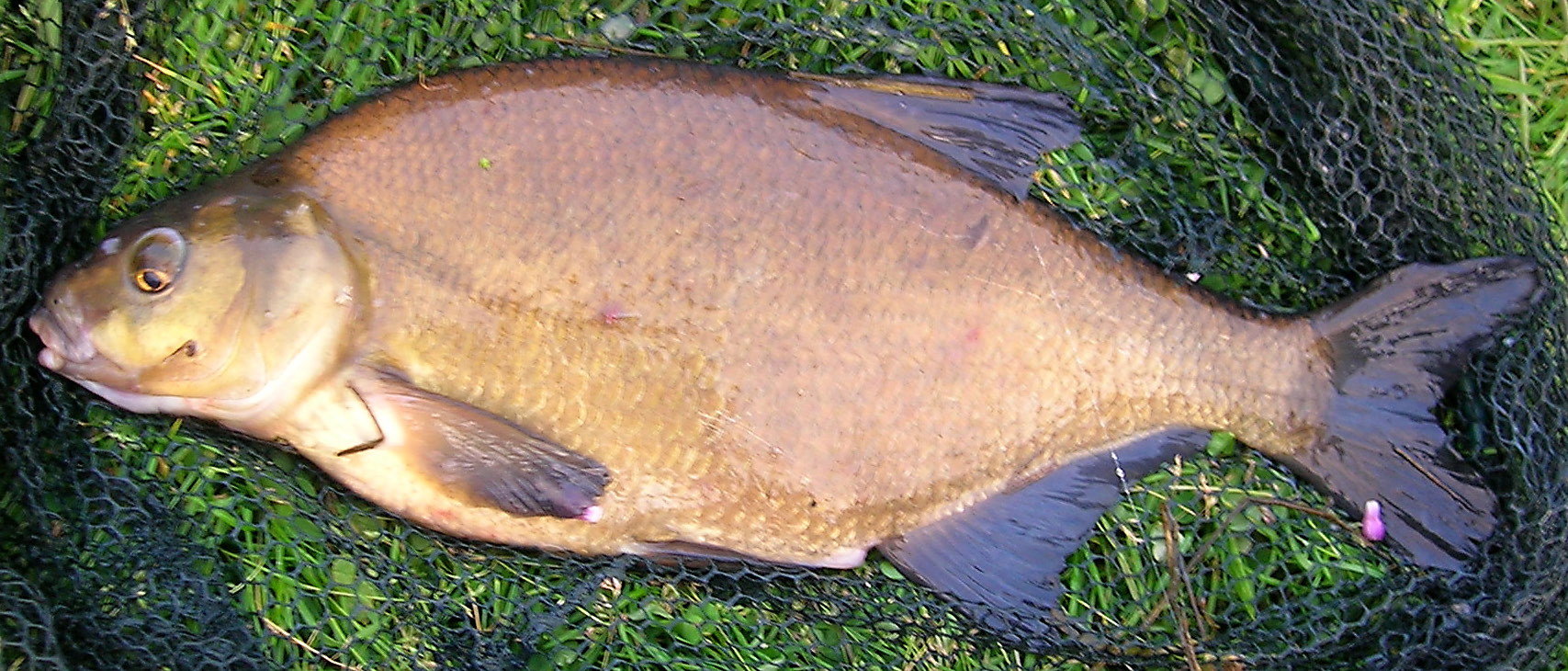
L'Abramis se rencontre dans la Voronej

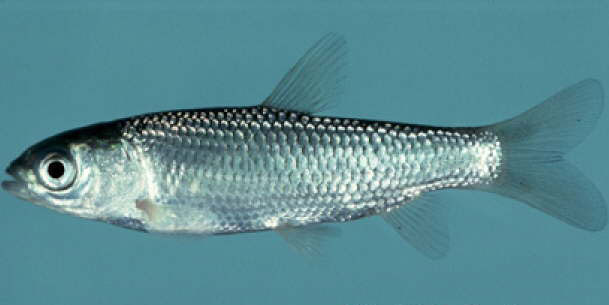
La carpe herbivore ou carpe amour peut atteindre 1 mètre 30, et peser 45 à 50 kilos

## L'ichtyofaune
Les espèces de poisson sont nombreuses et variées dans la rivière. On y trouve notamment :
La lamproie d'Ukraine, le sterlet, l'esox ou brochet, la brème bleue, la brème commune, l'aspe, la brème bordelière, la 
carpe herbivore ou carpe amour, le goujon, la chevesne, la vandoise, l'ide mélanote, le vairon, des rhodeus, le gardon rutilus frisii et le gardon rutilus rutilus, la rotengle, la tanche, l'omble, des cobitidés, la loche de rivière, la silure glane, la lote, la grémille, la perche, des sandres dont le stizostedion volgensis, le perccottus glenii, ainsi que des gobiidés.